# Joan Baptista Serra

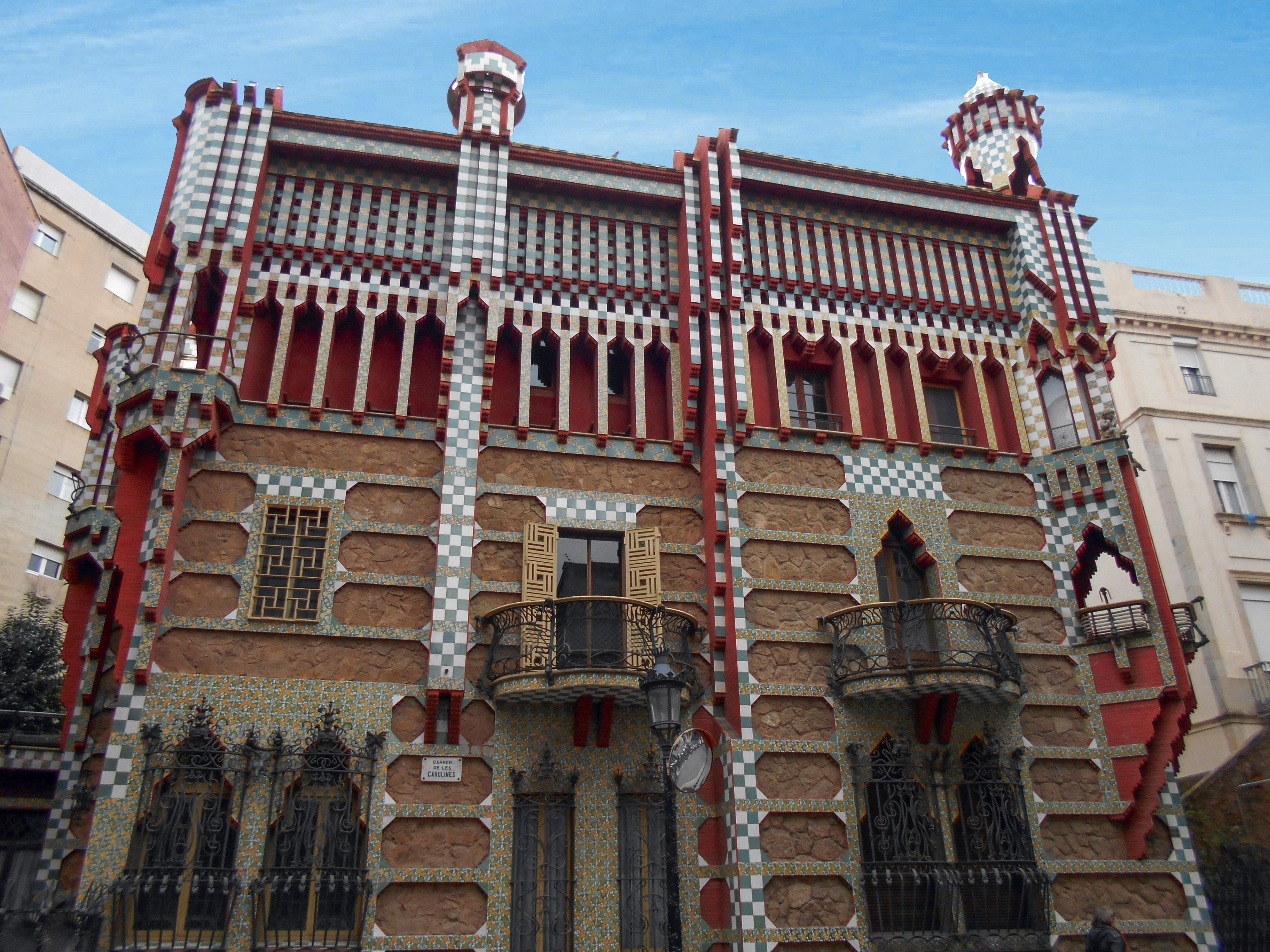
La Casa Vicens, una obra original de Antoni Gaudí (1883-1885) ampliada entre 1925 y 1927 por Serra (mitad derecha)

Joan Baptista Serra de Martínez (Barcelona, 9 de enero de 1888-11 de febrero de 1962) fue un arquitecto y urbanista español, conocido sobre todo por su ampliación de la Casa Vicens, una obra original de Antoni Gaudí.

## Biografía
Estudió en la Escuela Técnica Superior de Arquitectura de Barcelona, donde se tituló en 1914. Ese mismo año conoció a Gaudí en la iglesia de los Santos Justo y Pastor, donde les unió su afición por la música. De estilo ecléctico, recibió la influencia tanto del modernismo como del novecentismo, el clasicismo y la arquitectura moderna europea. Una de sus primeras obras fue la casa Cucuruy en Barcelona, a la que siguieron su propia casa, la Villa Mercedes, en la calle Escuelas Pías; la casa de Eduard Schäfer, en la calle Copérnico; y la casa Valentí Soler, en la Vía Layetana, todas en la Ciudad Condal, así como el edificio de las Hermanas de la Doctrina Cristiana en Molins de Rey y de la Unión de Mas Rampinyo en Moncada y Reixach.
Fue arquitecto municipal de Moncada y Reixach, Ripollet, Begas, Molins de Rey y San Felíu de Codinas, donde realizó diversas obras, como el Mercado de Ripollet, la urbanización de Begas, un grupo escolar y un proyecto de saneamiento y pavimentación de Molins de Rey, y las iglesias de Santa Engracia y del Sagrado Corazón de Moncada y Reixach.
Fue uno de los fundadores de la Obra Sindical del Hogar, que patrocinaba la construcción de viviendas económicas, para la que proyectó diversos grupos de casas obreras, como los promovidos por la fábrica de cemento Asland en Moncada y Reixach en 1923 y 1954.
Destacó también como decorador, con diversos proyectos de interiorismo como el mobiliario del salón del Conservatorio del Liceo.

### Casa Vicens
En 1925, el dueño de la Casa Vicens planeó una ampliación del edificio, para lo que se dirigió a Gaudí para que se encargase del proyecto, pero este rehusó, ya que por entonces dedicaba su tiempo por completo a la Sagrada Familia. En su lugar, recomendó a Serra. Este construyó la mitad derecha del edificio —visto desde la calle de las Carolinas—, perceptible porque su volumen sobresale un poco hacia la calle respecto a la parte construida por Gaudí. La división es perceptible también por el distinto diseño de los azulejos, ya que Gaudí los alternaba para dar mayor dinamismo, mientras que Serra los dispuso uniformemente. La ampliación se prolongó entre 1925 y 1927.
La nueva remodelación supuso convertir una casa unifamiliar en tres viviendas independientes, una por piso. Con tal fin, se sustituyó la escalera original diseñada por Gaudí por otra acorde a su nueva finalidad. En la esquina de la calle, Serra dispuso una torre en forma de templete igual a la que Gaudí emplazó en su extremo opuesto.
Construyó también un templete en el extremo del jardín que daba a la avenida de la Riera de Cassoles, que albergaba la antigua fuente de Santa Rita. De planta circular, estaba revestido de azulejos de color amarillo y tenía una cúpula hemiesférica, revestida de azulejos y rematada con una linterna con una cruz en lo alto. Derribado en 1963, en la actualidad los antiguos jardines están ocupados por edificios de viviendas.
En el interior, la intervención de Serra fue más comedida que en el exterior, con empleo de los nuevos materiales de construcción de la época, como el uso de viguetas de hierro con entrevigados de bovedilla cerámica en los techos. Sustituyó la antigua escalera diseñada por Gaudí por un patio interior que proporcionaba luz a las estancias contiguas, y emplazó una nueva escalera en la parte ampliada. Los acabados interiores de la parte ampliada fueron más simples que los del proyecto gaudiniano, basados esencialmente en suelos de mosaico, paredes enyesadas y pintadas y techos de cielorrasos de yeso con molduras perimetrales. Los baños estaban alicatados con baldosas de origen andaluz con flores y una granada en el centro.
En 1927, el Ayuntamiento de Barcelona concedió a la Casa Vicens el Premio al Mejor Edificio, en virtud de la reforma y ampliación efectuada por Joan Baptista Serra. El premio, de 1000 pesetas, fue concedido el 5 de marzo de 1929.

### Relación de obras
- Casa Ignasi de Bufalà, av. Diagonal 441 y c/ Muntaner 225, Barcelona, 1914
- Reforma y ampliación de la casa Antonia Ballestero, c/ Enrique Granados 91, Barcelona, 1915
- Obras de pavimentación de la calle Mayor, Moncada y Reixach, 1919
- Mercado Municipal (actual teatro-auditorio), pl. Onze de Setembre s/n, Ripollet, 1920-1925
- Obras de enlace de la calle Ripoll con la calle San Sebastián, Moncada y Reixach, 1921
- Casa Serra, c/ Sant Sebastià 20, Moncada y Reixach, 1923
- Casa Pla, c/ Guillem de Montcada 2, Moncada y Reixach, 1923
- Grupos de viviendas obreras de la empresa Asland, pasaje Jacint Verdaguer y pasaje de Les Maduixes, Moncada y Reixach, 1923
- Casa Casanovas, paseo de Rocamora 4, Moncada y Reixach, 1923
- Plano integral y de alineación de la calle Ripoll, Moncada y Reixach, 1923 y 1930
- Casa Martí Rius Vidal, c/ Pau Claris 126, Barcelona, 1924
- Proyecto de matadero municipal, Moncada y Reixach, 1924 (no ejecutado)
- Casa Teodor Reynols, c/ París 171, Barcelona, 1924-1925
- Grupo escolar Alfons XIII, c/ Rafael de Casanova 49, Molins de Rey, 1924-1927
- Edificio de la Unión de Mas Rampinyo, av. Cataluña 16-18, Moncada y Reixach, 1924-1927
- Ampliación de la casa Vicens, c/ Carolines, 18-24, Barcelona, 1925-1927
- Escuelas públicas (actual edificio del Ayuntamiento), av. Tossa d'Alp 6, Alp, c. 1925
- Edificio de las Hermanas de la Doctrina Cristiana (Centro Médico Molins), c/ Padre Manyanet 1, Molins de Rey, 1925
- Casa Xavier Piera Pagès, c/ Industria 4, Barcelona, 1925
- Casa Antoni Serra, paseo de San Juan 115, Barcelona, 1926
- Edificio de oficinas para Valentí Soler, pl. Ramón Berenguer el Grande 2 y Vía Layetana 29, Barcelona, 1926
- Casa Josep Pons, Gran Vía de las Cortes Catalanas 826 y c/ Ribes 103, Barcelona, 1927
- Ampliación de la casa Josep Serra, c/ Onze de Setembre 17, Molins de Rey, 1927
- Casa Josep Pons Dols, c/ Ribas 63, Barcelona, 1928
- Manzana de naves de la fábrica Uralita, c/ San José, San Francisco y la Concordia, Sardañola del Vallés, 1930-1932
- Torre Martínez, c/ Bonavista 9, Moncada y Reixach, 1931
- Torre Micaela, c/ Bonavista 11, Moncada y Reixach, 1934
- Reforma y ampliación de la iglesia de Santa María de Montcada y casa rectoral, c/ de los Pinos (antigua rambla del Bosque) s/n, Moncada y Reixach, 1941
- Iglesia parroquial de Santa Engracia, pl. Iglesia s/n, Moncada y Reixach, 1948-1959
- Torre Pàmies, c/ Reixac 9, Moncada y Reixach, 1950
- Grupo de viviendas Barón de Güell, c/ París 10-26, Moncada y Reixach, 1954.[1]